# Щербакова, Ксения Дмитриевна
Ксения Дмитриевна Щербакова (1917 — 2010) — русский учёный-химик, специалист в области физической химии, профессор МГУ имени М. В. Ломоносова.

## Биография
Ксения Дмитриевна родилась в семье Дмитрия Ивановича Щербакова (1893—1966), который на момент её рождения являлся студентом Петроградского политехнического института.

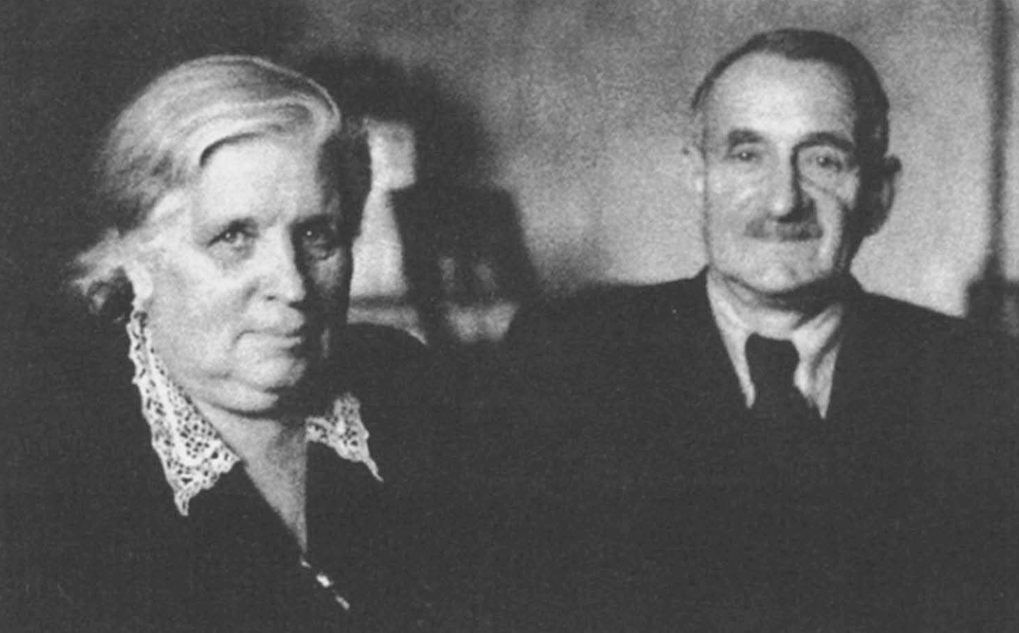
Родители К. Д. Щербаковой

Её мать Вера Дмитриевна Алчевская (1892(90?) — 1973) обучалась в консерватории. Она была родом из известной в Харькове семьи: её дед Алексей Кириллович Алчевский (1835—1907) основал в 1871 году первый в России акционерный ипотечный банк, а затем и другие банки. Продолжателем дела Алчевского стал его сын Дмитрий (1862—1920). В 1886 году он приобрёл огромную усадьбу в деревне Кикинеиз, Крым, где в детстве недолго проживала и сама Щербакова. Одной из дочерей Дмитрия Алексеевича была Вера, будущая мать Ксении Дмитриевны.

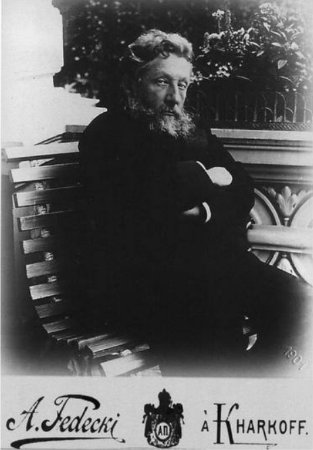
А. К. Алчевский

В 1922 году, когда Ксении исполнилось пять лет, семья Щербаковых переехала в Петроград. Там Дмитрий Щербаков работал в КЕПС (Комиссия по изучению производительных сил России при РАН) и преподавал на кафедре геологии в Петроградском университете.
В 1927 году мать Ксении Дмитриевны была арестована «за контрреволюционную деятельность». Испытав сильное впечатление, Щербакова в будущем дистанцируется от различных политических группировок.
В 1930 году Дмитрий Щербаков начал заниматься редкими металлами, а в 1934 году его назначили заместителем директора Института геологических наук АН СССР. В связи с переводом Академии наук и её институтов в Москву семья Щербаковых переехала в столицу, и Ксения Дмитриевна поступила в МГУ (1935—1940). В 1940 году она поступает в аспирантуру МИТХТ им. М. В. Ломоносова на кафедру органической химии, но в первые годы Великой Отечественной войны решает возглавить химическую лабораторию Депо Октябрьской железной дороги. Одновременно работает над диссертацией.
В 1942 году во время работы на физическом факультете МГУ Щербакова знакомится с А. В. Киселёвым (1908—1984). В 1943 году их приглашают работать в новую лабораторию адсорбции на химическом факультете. В июне Ксения Дмитриевна защищает успешно кандидатскую диссертацию по теме «Определение активного атома водорода в токе углекислого газа реактивом Гриньяра» (руководитель — д.х.н. профессор А. П. Терентьев).
В 1947 г. Ксения Дмитриевна получила звание доцента. В 1967 г. она защитила докторскую диссертацию на тему «Химическое модифицирование поверхности твёрдых тел и его применение для гзовой хроматографии», а в 1970 получила звание профессора.

## Научная деятельность
В лаборатории адсорбции при кафедре физической химии с 1943 года Щербакова начала активную работу, связанную с исследованиями химии поверхности и влияния химического модифицирования на адсорбционные свойства тел. Со временем это направление ею будет развито для целей газовой хроматографии.
Первоначально Ксенией Дмитриевной выполнялись работы в области изучения адсорбции как из растворов, так и из паров, а также теплот адсорбции. Затем она сконцентрировалась на адсорбции растворов из поверхности активных углей. В рамках этой работы Щербаковой были изучены структуры этих углей, энергия, теплоты и пределы адсорбции.
В это же время совместно с коллегами из лаборатории Ильина на ФизФаке Щербакова создала прецизионный калориметр с постоянным поддерживающимся теплообменом. Это устройство позволило производить исследования медленно текущих процессов.
Кроме того, Щербакова посвятила два больших цикла исследований регулированию природы поверхности и связанных с нею физико-химических свойств тел, а следовательно, и степени адсорбции. Для этого она применяла химическое модифицирование поверхности сажи прививкой различных групп и поверхности других адсорбентов, включая кремнезёмы. Эти исследования в дальнейшем были использованы в газовой хроматографии, технике и строительных отраслях.

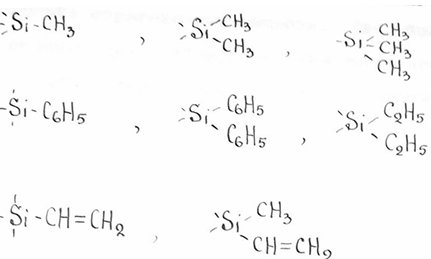
Силикагели с привитыми углеводородными радикалами

Вместе с А. В. Киселёвым Ксения Дмитриевна стала пионером в области исследований графитированной термической сажи (ГТС), уникального адсорбента с высокой геометрической и химической однородностью поверхности. Щербакова заметила, что этот адсорбент относится к изомерселективным, в связи с чем учёная рассматривала варианты его применения в газовой хроматографии. В дальнейшем данные исследования были продолжены её учениками и коллегами.
В конце 1950-х года К. Д. Щербакова и А. В. Киселёв первыми в науке применили химическое модифицирование поверхности кремнезёма триметилхлорсиланом для придания адсорбенту гидрофобных свойств. Позднее в качестве модифицирующих агентов ею также были использованы гексаметилдисилизан и диметилдихлорсилан. Этим исследованиям была посвящена докторская диссертация Ксении Дмитриевны.
К. Д. Щербакова считала, что, затронутая в её диссертации проблема направленного изменения поверхностных свойств адсорбентов имеет большое значение в плане перспектив развития химии поверхности твёрдых тел и изучения молекулярных взаимодействий. Работы её последователей и коллег в дальнейшем полностью подтвердили её предположения.

## Педагогическая деятельность
С самого начала работы на химическом факультете Щербакова являлась лекционным ассистентом профессора А. В. Фроста, который читал общий курс по физической химии и химической термодинамике. Также она вела практикум и семинарские занятия по физической химии, участвовала в работе спецпрактикума по адсорбции и газовой хроматографии.
Сама Ксения Дмитриевна читала спецкурсы по адсорбции, газовой и молекулярной хроматографиям.
Под руководством К. Д. Щербаковой было выполнено более 30 дипломных работ.

## Общественная и политическая деятельность
Помимо научной деятельности К. Д. Щербакова также уделяла внимание общественной жизни университета и города. Она являлась председателем методической комиссии аспирантов и членом совета отделения физической химии. Кроме того, Ксения Дмитриевна неоднократно избиралась депутатом Ленинского районного совета города Москвы и в течение пяти созывов значилась депутатом Московского городского совета.
При этом Щербакова никогда не была членом партии и не состояла в ВЛКСМ.

## Звания
В 2002 году Ксении Дмитриевне было присвоено звание заслуженного профессора Московского университета.